# Elementos transuránicos

Posición en la tabla periódica del uranio.

Los elementos transuránicos o elementos  transuránidos son elementos químicos con número atómico mayor que 92, el número atómico del elemento uranio. El nombre de trans-uránidos significa «más allá del uranio».

## Frecuencia
De los elementos con número atómico entre 1 hasta 92, todos a excepción de cuatro (43Tc, 61Pm, 85At, y 87Fr) se pueden detectar fácilmente en ciertas cantidades en la Tierra, teniendo una vida estable, o unos isótopos de vida media relativamente larga, o se generan como subproductos del uranio. En cambio, los elementos con gran número atómico tienen una probabilidad alta de haber sido generados de forma artificial, otros son extremadamente raros y por lo tanto han sido descubiertos mediante investigaciones científicas, y otros por el contrario no han existido anteriormente, como el plutonio y el neptunio, de los cuales ninguno tiene existencia natural sobre la tierra.
Todos ellos son radiactivos, con una vida media más corta que la edad de la Tierra, de esta forma es posible que estos elementos, estuvieran presentes en la formación de la tierra. Las trazas de neptunio y plutonio aparecen solo durante las pruebas de las bombas atómicas explotadas en la atmósfera. Tanto el Np como el Pu generados proceden de captura de neutrones en el uranio con dos reacciones posteriores de decaimiento beta (238U -> 239U -> 239Np -> 239Pu).
La mayoría de los elementos generados de forma artificial se pueden obtener como elemento sintético vía reacciones nucleares o acelerador de partículas. La vida media de estos elementos suele decrecer con el número atómico. Existen, no obstante excepciones, que incluyen el dubnio y algunos isótopos del curio. El químico Glenn T. Seaborg (Premio Nobel de Química) llegó a crear leyes empíricas capaces de predecir estas anomalías. Todas ellas se categorizan en lo que viene a denominarse como «isla de estabilidad». Los elementos transuránicos no descubiertos todavía, o que no han sido denominados de forma oficial, emplearán la nomenclatura indicada por la IUPAC. A pesar de ello la denominación de algunos elementos transuránicos en el pasado y hoy en día son fuentes de controversia.

## Descubrimiento y denominación de los elementos transuránidos
La mayoría de los elementos transuránidos ha sido descubierto y producido por dos grupos de investigadores:
- Un grupo de University of California, Berkeley, bajo diferentes líderes:
  - Edwin Mattison McMillan, primero en producir elementos transuránidos:
    - 93. Neptunio, Np, nombrado para recordar al planeta Neptuno, seguido por Uranio y Neptuno en la regla simple de que Urano es el siguiente secuencia planetaria.

  - Glenn T. Seaborg, siguiente en el orden temporal de directores de que produjo:
    - 94. Plutonio, Pu, nombrado para recordar el planeta enano Plutón, siguiendo la misma regla de denominación, es el astro siguiente al planeta Neptuno en la órbita del sistema solar.
    - 95. Americio, Am, nombrado en honor de su elemento análogo Europio, dando el nombre del continente donde fue por primera vez producido.
    - 96. Curio, Cm, nombrado en honor de Pierre y Marie Curie famosos científicos que fueron los primeros en separar un elemento radiactivo.
    - 97. Berkelio, Bk, denominación asignada en honor de la ciudad de Berkeley, donde se ubica la University of California en Berkeley.
    - 98. Californio, Cf, nombrado en honor del estado de California, donde se ubica la Universidad.

  - Albert Ghiorso, fue del equipo de Seaborg que produjo el curio, berkelio y el californio, fue ascendido a director, y llegó a producir:
    - 99. Einstenio, Es, nombrado en honor del físico Albert Einstein.
    - 100. Fermio, Fm, nombrado en honor de Enrico Fermi, el físico italiano que produjo por primera vez una reacción en cadena controlada.
    - 101. Mendelevio, Md, denominado en honor a químico ruso Dmitriy Mendeleyev que fue el que dio forma a la tabla periódica de los elementos químicos que conocemos hoy en día.
    - 102. Nobelio, No, nombrado así en honor a Alfred Nobel.
    - 103. Lawrencio, Lr, nombrado así en honor de Ernest Lawrence, físico conocido por inventar el ciclotrón, así como el Lawrence Livermore National Laboratory (que dio lugar a la mayoría de estos elementos transuránidos).
    - 104. Rutherfordio, Rf, nombrado en honor de Ernest Rutherford, que fue el primero en describir el concepto de núcleo atómico.
    - 105. Un elemento para el que el grupo de Berkeley propuso como nombre hahnium, en honor de Otto Hahn el primer químico que detectó la evidencia de la fisión nuclear, pero el elemento hoy en día ha tomado la denominación de dubnio, Db.
    - 106. Seaborgio, Sg, nombrado en honor a Glenn T. Seaborg. Este nombre tiene una controversia todavía viva, aunque el nombre de Seaborgio ha sido finalmente aceptado por la mayoría de los químicos.
- Un grupo de la Gesellschaft für Schwerionenforschung (Sociedad para la investigación de los iones férricos pesados) en Darmstadt Hessen, Alemania, bajo la dirección de Peter Armbruster, quien preparó:
  -     - 107. Bohrio, Bh, denominado en honor del físico danés Niels Bohr, importante en el descubrimiento de la estructura del átomo. Inicialmente el grupo sugirió el nombre de nielsbohrium, pero al final se decidió poner el nombre de bohrium.
    - 108. hassio, Hs, del latín del nombre de Hesse, el alemán Bundesland donde se realizó el trabajo.
    - 109. meitnerio, Mt, nombrado así en honor de Lise Meitner, física austriaca pionera en el estudio de la fisión nuclear que fue injustamente privada del honor del premio Nobel recibido por su colega Hahn en 1944, con quien había formado equipo hasta su exilio en 1938.
    - 110. darmstadtio, Ds nombrado en honor a la ciudad de Darmstadt, Alemania. Donde se sitúa la empresa privada que descubrió el elemento, la empresa se denominaba: "Gesellschaft für Schwerionenforschung".
    - 111. roentgenio, Rg nombrado así en honor a la físico alemán Wilhelm Conrad Röntgen. descubridor de los Rayos X.

## Lista de los elementos transuránicos
- 93 neptunio Np
- 94 plutonio Pu
- 95 americio Am
- 96 curio Cm
- 97 berkelio Bk
- 98 californio Cf
- 99 einstenio Es
- 100 fermio Fm
- 101 mendelevio Md
- 102 nobelio No
- 103 lawrencio Lr
- elementos transactínidos
  - 104 rutherfordio Rf
  - 105 dubnio Db
  - 106 seaborgio Sg
  - 107 bohrio Bh
  - 108 hassio Hs
  - 109 meitnerio Mt
  - 110 darmstadtio Ds
  - 111 roentgenio Rg
  - 112 copernicio Cn
  - 113 nihonio Nh
  - 114 flerovio Fl
  - 115 moscovio Mc
  - 116 livermorio Lv
  - 117 teneso Ts
  - 118 oganesón Og